# Luke Grimes
Luke Timothy Grimes (n. 21 ianuarie 1984, Dayton, Ohio, SUA) este un actor american.

## Filmografie

### Film
| An   | Titlu                                    | Rol               | Note        |
| ---- | ---------------------------------------- | ----------------- | ----------- |
| 2006 | All the Boys Love Mandy Lane             | Jake              |             |
| 2007 | War Eagle, Arkansas                      | Enoch             |             |
| 2008 | Assassination of a High School President | Marlon Piazza     |             |
| 2010 | Shit Year                                | Harvey West       |             |
| 2011 | The Wait                                 | Ben               |             |
| 2011 | The Light in the Night                   | Boy               | scurtmetraj |
| 2012 | Outlaw Country                           | Eli Larken        | Film TV     |
| 2012 | Taken 2                                  | Jamie             |             |
| 2013 | Stars                                    | Evan              |             |
| 2013 | Squatters                                | Michael Silverman |             |
| 2014 | American Sniper                          | Marc Lee          |             |
| 2015 | Fifty Shades of Grey                     | Elliott Grey      |             |
| 2015 | Freeheld                                 | Todd Belkin       |             |
| 2016 | The Magnificent Seven                    |                   | Filmare     |

### Televiziune
| An        | Titlu              | Rol           | Note        |
| --------- | ------------------ | ------------- | ----------- |
| 2009–2010 | Brothers & Sisters | Ryan Lafferty | 35 episoade |
| 2013      | True Blood         | James         | 6 epioade   |